# Panhard & Levassor Type X22
Der Panhard & Levassor Type X22 ist ein Pkw-Modell der 1910er Jahre. Hersteller war Panhard & Levassor in Frankreich.

## Beschreibung
Die Fahrzeuge haben einen ventillosen Schiebermotor nach einer Lizenz von Charles Yale Knight. Im Motorcode „SBK4F“ steht das „K“ für Knight und die „4“ für die Anzahl der Zylinder.
Der Vierzylinder-Reihenmotor hat 105 mm Bohrung, 140 mm Hub und 4849 cm³ Hubraum. Er wurde auch 20 CV Sport genannt. Die Leistung des Frontmotors wird über ein Vierganggetriebe und eine Kardanwelle an die Hinterachse übertragen.
Der Radstand beträgt maximal 354 cm.
Bekannt sind Aufbauten als Tourenwagen.
Die Produktion lief von Juli 1913 bis 1917. In den einzelnen Kalenderjahren wurden 18, 66, 14, 1 und 1 Fahrzeug hergestellt. In Summe sind das 100 Fahrzeuge, von denen 19 exportiert wurden.
Mindestens ein Fahrzeug ist erhalten geblieben; es hat eine Sonderkarosserie von Driguet. Es wurde im Internet angeboten.
Es war die Sportausführung des überwiegend parallel angebotenen Type X23.